# Return of Wax
A Return of Wax 1975-ben megjelent reggae lemez a  The Upsetterstől.

## Számok

### A oldal
1. "Last Blood"
2. "Deathly Hands"
3. "Kung Fu Warrior"
4. "Dragon Slayer"
5. "Judgement Day"

### B oldal
1. "One Armed Boxes"
2. "Big Boss"
3. "Fists of Vengeance"
4. "Samurai Swordsman"
5. "Final Weapon"

## Külső hivatkozások
- https://web.archive.org/web/20080602020018/http://www.roots-archives.com/release/244/